# Holubcea, Polonne
Holubcea (în ucraineană Голубча) este un sat în comuna Kustivți din raionul Polonne, regiunea Hmelnîțkîi, Ucraina.

## Demografie
Componența lingvistică a localității Holubcea
     Ucraineană (98,86%)
     Rusă (1,14%)
Conform recensământului din 2001, majoritatea populației localității Holubcea era vorbitoare de ucraineană (98,86%), existând în minoritate și vorbitori de rusă (1,14%).